# Liste der Baudenkmale in Mühlberg/Elbe
In der Liste der Baudenkmale in Mühlberg/Elbe sind alle Baudenkmale der brandenburgischen Gemeinde Mühlberg/Elbe und ihrer Ortsteile aufgelistet. Grundlage ist die Veröffentlichung der Landesdenkmalliste mit dem Stand vom 31. Dezember 2023. Die Bodendenkmale sind in der Liste der Bodendenkmale in Mühlberg/Elbe aufgeführt.

## Legende
In den Spalten befinden sich folgende Informationen:
- ID-Nr.: Die Nummer wird vom Brandenburgischen Landesamt für Denkmalpflege vergeben. Ein Link hinter der Nummer führt zum Eintrag über das Denkmal in der Denkmaldatenbank. In dieser Spalte kann sich zusätzlich das Wort Wikidata befinden, der entsprechende Link führt zu Angaben zu diesem Denkmal bei Wikidata.
- Lage: die Adresse des Denkmales und die geographischen Koordinaten. Link zu einem Kartenansichtstool, um Koordinaten zu setzen. In der Kartenansicht sind Denkmale ohne Koordinaten mit einem roten beziehungsweise orangen Marker dargestellt und können in der Karte gesetzt werden. Denkmale ohne Bild sind mit einem blauen bzw. roten Marker gekennzeichnet, Denkmale mit Bild mit einem grünen beziehungsweise orangen Marker.
- Bezeichnung: Bezeichnung in den offiziellen Listen des Brandenburgischen Landesamtes für Denkmalpflege. Ein Link hinter der Bezeichnung führt zum Wikipedia-Artikel über das Denkmal.
- Beschreibung: die Beschreibung des Denkmales
- Bild: ein Bild des Denkmales und gegebenenfalls einen Link zu weiteren Fotos des Baudenkmals im Medienarchiv Wikimedia Commons

## Denkmalbereich
| ID-Nr.   | Lage                 | Bezeichnung                                                                                                 | Beschreibung | Bild |
| -------- | -------------------- | --- | --- | --- |
| 09135804 | Mühlberg/Elbe (Lage) | Satzung zum Schutz des Denkmalbereichs „Altstadt und Neustadt Mühlberg mit Schloss und Kloster Güldenstern“ | Die Kleinstadt an der Elbe wurde urkundlich erstmals im Jahre 1230 erwähnt und auf einer Talsandinsel am Elbübergang im Schutz einer Wasserburg gegründet. Herren der Burg waren zunächst die Ministerialen von Ileburg (Eilenburg), die 1228 hier auch das Kloster Marienstern stifteten. Bis heute ist der spätere Einfluss des böhmischen Adlichen Hincko Birke von der Duba spürbar, welcher die Herrschaft im 15. Jahrhundert innehatte. 1547 fand auf dem Gebiet der Herrschaft die Schlacht bei Mühlberg statt, in deren Folge der Schmalkaldische Krieg beendet wurde. | Satzung zum Schutz des Denkmalbereichs „Altstadt und Neustadt Mühlberg mit Schloss und Kloster Güldenstern“ |

## Baudenkmale

### Altbelgern
| ID-Nr.   | Lage               | Bezeichnung   | Beschreibung | Bild           |
| -------- | ------------------ | ------------- | --- | -------------- |
| 09135429 | Dorfstraße (Lage)  | Dorfkirche    | Die Kirche wurde 1817 erbaut. Der Turm hat einen quadratischen Grundriss, ein Zeltdach und eine Zwiebelhaube mit Laterne. Im Inneren befindet sich ein Kanzelaltar aus dem Jahr 1817. | weitere Bilder |
| 09135430 | Elbstraße 6 (Lage) | Bockwindmühle | Die Bockwindmühle befindet sich an der Straße nach Martinskirchen. Sie wurde 1834 erbaut.                                                                                             | weitere Bilder |

### Altenau
| ID-Nr.   | Lage   | Bezeichnung                              | Beschreibung | Bild           |
| -------- | ------ | ---------------------------------------- | --- | -------------- |
| 09135388 | (Lage) | Dorfkirche                               | Bei der Kirche, die sich im Gemeindeteil Boragk befindet, handelt es sich um einen spätromanischen Backsteinbau aus der Zeit um 1200. Der quadratische Westturm stammt aus dem 17. Jahrhundert. Er besitzt ein Quersatteldach und einen verschieferten Dachreiter. Die Kirche verfügt über einen großen romanischen Taufstein und eine Kanzel aus dem 17. Jahrhundert. | weitere Bilder |
| 09135389 | (Lage) | Gusseisernes Grabkreuz, auf dem Friedhof | Datiert wird das Grabkreuz auf das 19. Jahrhundert. | BW             |

### Brottewitz
| ID-Nr.                           | Lage                        | Bezeichnung                                                                        | Beschreibung | Bild |
| -------------------------------- | --------------------------- | ---------------------------------------------------------------------------------- | --- | ---- |
| 09135631                         | Elbestraße (Lage)           | Hauptgebäude der Zuckerfabrik mit Wirtschaftsgebäude                               | | BW   |
| 09136460 Teilobjekt zu: 09135631 | Elbestraße (Lage)           | Wirtschaftsgebäude                                                                 | | BW   |
| 09135360                         | (Lage)                      | Grabstätte für fünf durch die SS hingerichtete deutsche Soldaten, auf dem Friedhof | Bei dem Denkmal handelt es sich um einen Gedenkstein, welcher an fünf Gefangene des Wehrmachtsgefängnisses Fort Zinna in Torgau erinnert, welche nach einem Evakuierungsmarsch mit Ketten aneinander gefesselt am 20. April 1945 von SS-Männern an der Friedhofsmauer erschossen wurden. Namentlich waren dies: Werner Kube, Reinhold Franznick, Johann Jakobi, Erich Kindermann und Harry Prien. | BW   |
| 09135361                         | Mühlberger Straße 10 (Lage) | Verwaltungsgebäude der Zuckerfabrik                                                | Der Ziegelbau entstand in den Jahren zwischen den Jahren 1900-1910. | BW   |

### Fichtenberg
| ID-Nr.   | Lage                  | Bezeichnung | Beschreibung | Bild           |
| -------- | --------------------- | ----------- | --- | -------------- |
| 09135390 | Schloßstraße (Lage)   | Dorfkirche  | Die am Anfang des 19. Jahrhunderts errichtete Kirche ist im Ortszentrum mit einem sie umgebenden Friedhof zu finden. Entstanden ist sie unter Verwendung von Resten eines mittelalterlichen Vorgängerbaus. In ihrem Inneren sind unter anderem eine Hufeisenempore, Reste eines mittelalterlichen Altars und eine klassizistische Taufe aus Bronzeguss zu finden. | weitere Bilder |
| 09135391 | Schloßstraße 8 (Lage) | Kumthalle   | Datiert wird das Bauwerk auf das 19. Jahrhundert. | BW             |

### Gaitzsch
| ID-Nr.   | Lage                | Bezeichnung               | Beschreibung                                      | Bild                      |
| -------- | ------------------- | ------------------------- | ------------------------------------------------- | ------------------------- |
| 09135800 | Elbstraße 11 (Lage) | Magazin mit Wohnhausanbau | Datiert wird die Lagerhalle auf die Zeit um 1850. | Magazin mit Wohnhausanbau |

### Koßdorf
| ID-Nr.   | Lage                        | Bezeichnung                                                                                | Beschreibung | Bild                                                                                       |
| -------- | --------------------------- | ------------------------------------------------------------------------------------------ | --- | ------------------------------------------------------------------------------------------ |
| 09135418 | (Lage)                      | Dorfkirche                                                                                 | Bei der Koßdorfer Kirche handelt es sich um einen im Kern spätromanischen einschiffigen Saalbau mit mächtigen Westquerturm und Apsis aus der Mitte des 13. Jahrhunderts. | weitere Bilder                                                                             |
| 09135419 | (Lage)                      | Ruine der Dorfkirche Alt Lönnewitz                                                         | Der Standort der Ruine, der aus dem 13. Jahrhundert stammenden Alt-Lönnewitzer Kirche, befindet sich in einem verwaldeten Areal nördlich der heutigen Bundesstraße 183. Das Areal gehörte einst zur Ortslage des inzwischen verschwundenen Dorfes Alt-Lönnewitz. Hier war die Kirche mit dem angrenzenden Friedhof in einem als Park gestalteten Gelände zwischen Bäumen zu finden. Die spärlichen Überreste der Kirche stellen in der Gegenwart oberirdisch die nahezu letzten baulichen Spuren des einstigen Dorfes Alt-Lönnewitz dar. | weitere Bilder                                                                             |
| 09135606 | Grassauer Straße 11 (Lage)  | Flugzeughalle 6 des Fliegerhorstes Alt-Lönnewitz (heute Gewerbegebiet Flugplatz Lönnewitz) | Die Flugzeughalle entstand Anfang der 1940er Jahre mit der Errichtung eines Zweigbetriebes der Arado Flugzeugwerke, die hier Anfang der 1940er Jahre mit der Arado Ar 234 den ersten einsatzfähigen strahlgetriebenen Bomber der Welt fertigten. | Flugzeughalle 6 des Fliegerhorstes Alt-Lönnewitz (heute Gewerbegebiet Flugplatz Lönnewitz) |
| 09135420 | Mühlberger Straße 18 (Lage) | Turmwindmühle                                                                              | Die Mühle wurde 1912 errichtet, nachdem die Bockwindmühle am 12. März 1912 abbrannte und wurde am 12. Dezember des gleichen Jahres in Betrieb genommen. Ein Elektromotor wurde 1919 zur Hilfe eingebaut, so dass die Mühle an Windtagen mit Wind und an windstillen Tagen mit einem Elektromotor angetrieben wurde. Das Flügelkreuz wurde in den Jahren 1920, 1930, 1946, sowie 1966 neu aufgebracht. | Turmwindmühle                                                                              |
| 09135421 | Mühlberger Straße 28 (Lage) | Schlussstein der Poststelle                                                                | Datiert wird das Bauwerk auf das Jahr 1803. | BW                                                                                         |

### Köttlitz
| ID-Nr.   | Lage            | Bezeichnung | Beschreibung                                                                        | Bild                                   |
| -------- | --------------- | --- | ----------------------------------------------------------------------------------- | -------------------------------------- |
| 09135810 | (Lage)          | Fährstelle Mühlberg/Elbe, bestehend aus einer Gierponte, zwei Fährrampen und einer Gierseilanlage, Flusskilometer 127,90 | Die Fähre stellte die Verbindung zwischen Mühlberg und dem sächsischen Staritz her. | weitere Bilder                         |
| 09135467 | Elbaue 1 (Lage) | Köttlitzer Schänke | Datiert wird die Entstehung des einstigen Dorfkrugs auf das 18. Jahrhundert.        | BW                                     |
| 09135572 | Elbaue 2 (Lage) | Straßenseitige Einfriedung des Gehöfts                                                                                   | Datiert wird ihre Entstehung auf das 19. Jahrhundert.                               | Straßenseitige Einfriedung des Gehöfts |
| 09135468 | Elbaue 4 (Lage) | Kumthalle | Datiert wird die Entstehung des Gebäudes auf das 19. Jahrhundert.                   | Kumthalle                              |

### Lönnewitz
| ID-Nr.   | Lage                       | Bezeichnung                                                             | Beschreibung | Bild                                                                    |
| -------- | -------------------------- | ----------------------------------------------------------------------- | --- | ----------------------------------------------------------------------- |
| 09135606 | Grassauer Straße 11 (Lage) | Flugzeughalle 6, auf dem Industriegebiet Flugplatz Falkenberg-Lönnewitz | Die Flugzeughalle entstand Anfang der 1940er Jahre mit der Errichtung eines Zweigbetriebes der Arado Flugzeugwerke, die hier Anfang der 1940er Jahre mit der Arado Ar 234 den ersten einsatzfähigen strahlgetriebenen Bomber der Welt fertigten. | Flugzeughalle 6, auf dem Industriegebiet Flugplatz Falkenberg-Lönnewitz |

### Martinskirchen
| ID-Nr.                           | Lage                           | Bezeichnung | Beschreibung | Bild                                          |
| -------------------------------- | ------------------------------ | --- | --- | --------------------------------------------- |
| 09135323                         | Hauptstraße 10a, 21, 22 (Lage) | Schloss und Park des Schlosses Martinskirchen sowie Sächsischer und Preußischer Hof: Sächsischer Hof, bestehend aus Stallungen mit Pächterhaus im Norden, Fachwerkgebäude im Westen und Wohnhaus mit Mansarddach im Osten sowie Pflasterung des nördlich vorbei führenden Wegs; Preußischer Hof, mit landwirtschaftlichem Quergebäude, Ochsenstall und Kuhstall mit anschließendem Wohnhaus, erhaltenen Außenmauern der westlich anschließenden Kleintierställe und dem nach 1950 gebautem Wohnhaus sowie das zweigeschossige Wohnhaus an der Schlosszufahrt | Schloss Martinskirchen entstand in den Jahren von 1751 bis 1756 durch den Grafen Friedrich Wilhelm von Brühl (1699–1760), der die Herrschaft Martinskirchen einige Jahre zuvor mit Hilfe seines Bruders dem kursächsischen Premierminister Heinrich von Brühl (1700–1763) erworben hatte. Das barocke und in der Fassade bereits vom französischen Klassizismus beeinflusste Bauwerk gilt als eines der Hauptwerke von Friedrich August Krubsacius (1718–1789), einem Schüler Johann Christoph Knöffels (1686–1752). | weitere Bilder                                |
| 09136170 Teilobjekt zu: 09135323 | Hauptstraße ()                 | Herrenhaus | | Herrenhaus                                    |
| 09136268 Teilobjekt zu: 09135323 | Hauptstraße ()                 | Schlosspark | | ein Bild hochladen                            |
| 09136269 Teilobjekt zu: 09135323 | Hauptstraße ()                 | Gutsanlage | | ein Bild hochladen                            |
| 09136271 Teilobjekt zu: 09135323 | Hauptstraße ()                 | Stall & Wirtschaftsgebäude | | ein Bild hochladen                            |
| 09136042 Teilobjekt zu: 09135323 | Hauptstraße ()                 | Wohnhaus | | ein Bild hochladen                            |
| 09136043 Teilobjekt zu: 09135323 | Hauptstraße ()                 | Wohnhaus & Stall | | ein Bild hochladen                            |
| 09136270 Teilobjekt zu: 09135323 | Hauptstraße ()                 | Gutsanlage | | ein Bild hochladen                            |
| 09136044 Teilobjekt zu: 09135323 | Hauptstraße ()                 | Stall | | ein Bild hochladen                            |
| 09136045 Teilobjekt zu: 09135323 | Hauptstraße ()                 | Wohnhaus | | ein Bild hochladen                            |
| 09136046 Teilobjekt zu: 09135323 | Hauptstraße ()                 | Scheune | | ein Bild hochladen                            |
| 09135426                         | (Lage)                         | Dorfkirche | Die Kirche wurde wahrscheinlich in der ersten Hälfte des 13. Jahrhunderts erbaut. Es ist eine spätromanische Backsteinkirche. Im Westen der Kirche befindet sich ein Turm. Im Inneren befindet sich ein Kanzelaltar aus dem Jahr 1697. Weiter befinden sich mehrere Grabsteine in der Kirche. | Dorfkirche                                    |
| 09135427                         | Hauptstraße 17-20 (Lage)       | Vier MTS-Häuser (Maschinen-Traktoren-Station) | Die vier Häuser entstanden Mitte der 1950er Jahre für die Arbeiter der sich im ehemaligen Rittergut angesiedelten Maschinen-Traktoren-Station. Dabei handelts es sich um zweigeschossige Mehrfamilienhäuser mit Satteldach. | Vier MTS-Häuser (Maschinen-Traktoren-Station) |

### Mühlberg/Elbe
| ID-Nr.                           | Lage                                    | Bezeichnung | Beschreibung | Bild |
| -------------------------------- | --------------------------------------- | --- | --- | --- |
| 09135025                         | (Lage)                                  | Altstadtbereich mit Markt, Rathaus, Stadtkirche, Schloss und Klosterbereich, Altstadthafen mit Elbarm und Deich | Das Kloster wurde 1228 durch eine Stiftung der Brüder Otto und Bodo von Ileburg (Eilenburg) gegründet. Die Zustimmung zur Umwandlung der Pfarrkirche von Mühlberg in eine Klosterkirche wurde von Markgraf Heinrich dem Erlauchten von Meißen bestätigt, von welchem das Kloster ebenfalls Schenkungen erhielt. 1539 wurde das Kloster im Zuge der Reformation säkularisiert. | Altstadtbereich mit Markt, Rathaus, Stadtkirche, Schloss und Klosterbereich, Altstadthafen mit Elbarm und Deich |
| 09135469                         | (Lage)                                  | Altstädter-Neustädter Graben (mittelalterliche Befestigung) | Datiert wird die Entstehung des Grabens auf das 14. Jahrhundert. | Altstädter-Neustädter Graben (mittelalterliche Befestigung)                                                     |
| 09135444                         | (Lage)                                  | Fünf Plastiken der Schlosskapelle, in der katholischen Kirche | Hier handelt es sich um einen neugotischen Altarschrein aus der Zeit um 1900. | BW |
| 09135471                         | Altstädter Markt 3 (Lage)               | Inneneinrichtung der Löwenapotheke | Datiert wird die Einrichtung der ehemaligen Löwenapotheke auf die Zeit um 1900. | BW |
| 09135685                         | Altstädter Markt 4 (Lage)               | Wohnhaus | Datiert wird die Entstehung des Gebäudes auf das 19. Jahrhundert. | Wohnhaus |
| 09135466                         | Bahnhofstraße / An der Postsäule (Lage) | Postsäule | Kursächsische Postmeilensäule-Distanzsäule, 1730 aufgestellt. | weitere Bilder                                                                                                  |
| 09135459                         | Bahnhofstraße 2 (Lage)                  | Wohnhaus | Das zweigeschossige Gebäude entstand im Jahre 1935. | Wohnhaus |
| 09135447                         | Bahnhofstraße 17 (Lage)                 | St.-Georg-Hospital | Das St.-Georg-Hospital wurde bereits im Jahre 1506 von Hans Birke von der Duba gestiftet. Das heute bestehende Gebäude wird allerdings auf die zweite Hälfte des 18. Jahrhunderts datiert. | St.-Georg-Hospital                                                                                              |
| 09135554                         | Breitscheidstraße 2 (Lage)              | Wohnhaus mit Torgebäude und Hofpflasterung | Das zweigeschossige Gebäude entstand inschriftlich im Jahre 1708. | Wohnhaus mit Torgebäude und Hofpflasterung                                                                      |
| 09136322 Teilobjekt zu: 09135554 | Breitscheidstraße 2 (Lage)              | Torhaus | | BW |
| 09135462                         | Breitscheidstraße 3 (Lage)              | Portal mit Schlussstein | Das Portal dieses Gebäude wird auf das Jahr 1735 datiert. | Portal mit Schlussstein                                                                                         |
| 09135451                         | Breitscheidstraße 31a (Lage)            | Stallgebäude mit Galerie | Das zweigeschossige Gebäude wird auf die erste Hälfte des 19. Jahrhunderts datiert. | BW |
| 09135455                         | Breitscheidstraße 35 (Lage)             | Wohnhaus mit Sitznischenportal | Das zweigeschossige Gebäude wird auf die erste Hälfte des 16. Jahrhunderts datiert. | Wohnhaus mit Sitznischenportal                                                                                  |
| 09135463                         | Elbstraße 1 (Lage)                      | Wohnhaus mit allen Nebengebäuden, Hof und Freifläche mit Einfriedung | Das zweigeschossige Gebäude wird auf die erste Hälfte des 18. Jahrhunderts datiert. | Wohnhaus mit allen Nebengebäuden, Hof und Freifläche mit Einfriedung                                            |
| 09136288 Teilobjekt zu: 09135463 | Elbstraße 1 ()                          | Speicher & Torhaus | | ein Bild hochladen                                                                                              |
| 09136289 Teilobjekt zu: 09135463 | Elbstraße 1 ()                          | Werkstatt | | ein Bild hochladen                                                                                              |
| 09136290 Teilobjekt zu: 09135463 | Elbstraße 1 ()                          | Werkstatt & Wohnhaus | | ein Bild hochladen                                                                                              |
| 09135528                         | Elbstraße 6 (Lage)                      | Wohnhaus mit angebautem Stall | Das zweigeschossige Gebäude wird auf die erste Hälfte des 19. Jahrhunderts datiert. | Wohnhaus mit angebautem Stall                                                                                   |
| 09135009                         | Fischergasse 6 (Lage)                   | Wohnhaus mit Hofpflasterung | Das Gebäude wird auf die Zeit um 1500 datiert. | Wohnhaus mit Hofpflasterung                                                                                     |
| 09135326                         | Güldenstern 1-5, 7, 8 (Lage)            | Klosterbereich mit Klosterkirche, Refektorium, Abtei, Nonnengang, Friedhof, Torhaus, Kloster- und Wirtschaftshofmauer mit Toreinfahrten, Wirtschaftshof mit Wirtschaftsgebäuden, Wasserturm, Gärtnerei, Freiflächen und Pflasterweg, Villa Güldenstern mit zugehöriger Parkanlage sowie Grabkapelle der Familie Winterfeldt südlich der Klosterkirche | | weitere Bilder                                                                                                  |
| 09135445                         | Hans-Birke-Straße (Lage)                | Friedhofskapelle | Bei der Mühlberger Friedhofskapelle handelt es sich um einen im 16. Jahrhundert entstandenen, flachgedeckten, aus Feld- und Backstein errichteten Saalbau. | weitere Bilder                                                                                                  |
| 09135446                         | Hans-Birke-Straße (Lage)                | Zwei barocke Grabsteine, auf dem städtischen Friedhof | Datiert werden die beiden Grabsteine auf dem städtischen Friedhof auf die erste Hälfte des 18. Jahrhunderts. | BW |
| 09135457                         | Herrenstraße 1 (Lage)                   | Wohnhaus mit Laubengang | Die Entstehung des zweigeschossigen Gebäudes wird auf die erste Hälfte des 18. Jahrhunderts datiert. | Wohnhaus mit Laubengang                                                                                         |
| 09135706                         | Herrenstraße 3 (Lage)                   | Wohnhaus mit straßenseitiger Einfriedung und Einfahrt | Die Entstehung des zweigeschossige Gebäudes wird auf das 18. Jahrhundert datiert. | Wohnhaus mit straßenseitiger Einfriedung und Einfahrt                                                           |
| 09135766                         | Herrenstraße 8 (Lage)                   | Wohnhaus | Das zweigeschossige Gebäude wird auf das 18. Jahrhundert datiert. | Wohnhaus |
| 09135454                         | Herrenstraße 17 (Lage)                  | Wohnhaus | Das zweigeschossige Gebäude wird auf die zweite Hälfte des 19. Jahrhunderts datiert. | Wohnhaus |
| 09135449                         | Herrenstraße 22 (Lage)                  | Wohnhaus | Das zweigeschossige Gebäude wird auf das Jahr 1801 datiert. | Wohnhaus |
| 09135448                         | Herrenstraße 23 (Lage)                  | Portal | Das Haus wurde im 17. Jahrhundert errichtet. Das Portal ist im Stil der Renaissance erbaut worden. | Portal |
| 09135010                         | Herrenstraße 26 (Lage)                  | Wohnhaus mit Ladeneinbau | Die Entstehung des zweigeschossigen Gebäudes wird auf die erste Hälfte des 18. Jahrhunderts datiert. | Wohnhaus mit Ladeneinbau                                                                                        |
| 09135625                         | Kirchstraße 4 (Lage)                    | Wohnhaus mit Ladeneinbau | Die Entstehung des zweigeschossigen Gebäudes wird auf die erste Hälfte des 18. Jahrhunderts datiert. | Wohnhaus mit Ladeneinbau                                                                                        |
| 09135453                         | Kirchstraße 14, 15 (Lage)               | Wohnhaus mit Renaissanceportal | Die Entstehung des zweigeschossigen Gebäudes wird auf die erste Hälfte des 16. Jahrhunderts datiert. | Wohnhaus mit Renaissanceportal                                                                                  |
| 09136166                         | Kirchstraße 17 (Lage)                   | Wohnhaus und Schusterwerkstatt | Das Gebäude wird laut Inschrift am Haus auf das Jahr 1799 datiert. Im Erdgeschoss befindet sich eine voll ausgestattete Schusterwerkstatt. | weitere Bilder                                                                                                  |
| 09135464                         | Kirchstraße 18 (Lage)                   | Wohnhaus | Das zweigeschossige Gebäude wird auf das 18. Jahrhundert datiert. | Wohnhaus |
| 09135438                         | Klosterstraße 9 (Lage)                  | Neue Propstei | Die Entstehung des zweigeschossigen Backsteinbaus wird auf die erste Hälfte des 16. Jahrhunderts datiert. In der Gegenwart befindet sich darin das Stadtmuseum Mühlberg. | Neue Propstei                                                                                                   |
| 09135458                         | Lindenstraße 1 (Lage)                   | Portal mit Tür | Die Entstehung des Portals wird inschriftlich auf das Jahr 1786 datiert. | BW |
| 09135442                         | Neustädter Markt/Schulplatz (Lage)      | Stadtpfarrkirche „Unser lieben Frauen“ | Bei der Kirche in der Mühlberger Neustadt handelt es sich um einen im 13. Jahrhundert entstandenen gestreckten, aus Feld- und Backstein errichteten Saalbau mit dreiseitigem Ostschluss. | Stadtpfarrkirche „Unser lieben Frauen“                                                                          |
| 09136458 Teilobjekt zu: 09135442 | Neustädter Markt/Schulplatz (Lage)      | Taufengel | | BW |
| 09135452 Wikidata                | Neustädter Markt (Lage)                 | Rathaus | Die Entstehung des zweigeschossigen Gebäudes, das sich nahe der Frauenkirche befindet, wird auf die erste Hälfte des 16. Jahrhunderts datiert. | weitere Bilder                                                                                                  |
| 09135450                         | Neustädter Markt 2 (Lage)               | Gasthof „Goldener Löwe“ | Der ehemalige Gasthof wurde im 18. Jahrhundert erbaut. Heute befindet sich das Standesamt im Haus. | Gasthof „Goldener Löwe“                                                                                         |
| 09135465                         | Neustädter Markt 5 (Lage)               | Wohnhaus | Die Entstehung des zweigeschossigen Gebäudes wird auf das 18. Jahrhundert datiert. | Wohnhaus |
| 09135460                         | Neustädter Markt 7 (Lage)               | Wohnhaus mit Portal | Die Entstehung des zweigeschossigen Gebäudes wird auf die Zeit um 1800 datiert. Dabei handelt es sich um die einstige Wirkungsstätte des Malers Wilhelm Hasemann. | Wohnhaus mit Portal                                                                                             |
| 09135441 Wikidata                | Schloßplatz 1 (Lage)                    | Schloss und Schlossgarten | Entstanden ist das Schloss als Wasserburg in der zweiten Hälfte des 12. Jahrhunderts, davor stand hier eine slawische Burg. Die Wasserburg brannte 1535 ab, die heutige Vierflügelanlage wurde ab 1545 erbaut und 1553 fertiggestellt. | weitere Bilder                                                                                                  |
| 09136287 Teilobjekt zu: 09135441 | Schloßplatz 1 (Lage)                    | Burgkapelle | | BW |
| 09136457 Teilobjekt zu: 09135441 | Schloßplatz 1 (Lage)                    | Gartenanlage | | BW |
| 09135456                         | Schloßstraße 15 (Lage)                  | Wohnhaus | Die Entstehung des zweigeschossigen Gebäudes wird auf die erste Hälfte des 18. Jahrhunderts datiert. | Wohnhaus |
| 09135443                         | Schulplatz 4 (Lage)                     | Diakonat | Die Entstehung des zweigeschossigen Gebäudes wird inschriftlich auf die erste Hälfte des 18. Jahrhunderts datiert. | Diakonat |

## Ehemalige Baudenkmale
| ID-Nr. | Lage              | Bezeichnung                                         | Beschreibung | Bild               |
| ------ | ----------------- | --------------------------------------------------- | ------------ | ------------------ |
|        | Schloßstraße 3 () | Wohnhaus mit Seitenflügel und Sandsteinsäule im Hof |              | ein Bild hochladen |